# Triticeae
Triticeae es una tribu de Pooideae, subfamilia de pastos que incluye géneros con muchas especies domesticadas. Entre las especies más importantes se encuentran: trigo, cebada y otros géneros con especies cultivadas para consumo humano o alimentación animal. En el mundo de las especies cultivadas este grupo tiene muchas arquitecturas genéticas complejas, comenzando por el trigo pan, que tiene los genomas de tres especies (resultando hexaploide), solo una de ellas originalmente un trigo sp. Triticum. Esta tribu puede ser también la fuente de enfermedades autoimmunes en la población humana, pues sus semillas almacenan proteínas con más de un factor antialimentario combinando con susceptibilidad individual a causar daño.

## Géneros de Triticeae
- Aegilops (pasto goat - jointed goatgrass, Tausch goatgrass ovate, goatgrassbarbed,goatgrass, Persian goatgrass, etc)
- Agropyron (agropiro - agropiro del desierto, quackgrass,agropiro del oeste, etc)
- Amblyopyrum (Slim wheat grass - amblyopyrum)
- Australopyrum (pasto australiano - velvet wheatgrass,pectinated wheatgrass, etc)
- Critesion   (knee barley- Foxtail barley, etc)
- Crithodium (trigo einkorn - Triticum monococcum)
- Crithopsis (pasto delileana)
- Dasypyrum (pasto mosquito)
- Elymus (balico salvaje - blue wildrye,raigrás squirreltail,raigrás texano, etc)(Genoma = StH)
- Eremium (raigrás argentino desértico Archivado el 1 de noviembre de 2006 en Wayback Machine.)
- Eremopyrum (agropiro falso - agropiro falso tapertip,agropiro falso oriental,agropiro anual, etc)
- Festucopsis Archivado el 1 de noviembre de 2006 en Wayback Machine.
- Haynaldia
- Henrardia
- Heteranthelium
- Hordeum (cebadas - cebada común, cebada de Arizona,foxtail barley, etc)(genoma = H)
- Hystrix (pasto porcupine- pasto bottlebrush Archivado el 4 de marzo de 2016 en Wayback Machine.)
- Kengyilia
- Leymus (wild rye- American dune grass,lyme grass Archivado el 8 de septiembre de 2007 en Wayback Machine.,creeping rye, etc)
- Lophopyrum (agropiro alto)
- Pascopyrum(agropiro del oeste)
- Peridictyon
- Psammopyrum - (spp. solas alohexaploide E, L y genoma X, PMID 11330399)
- Psathyrostachys (Russian wildrye)
- Pseudoroegneria (bluebunch wheatgrasses - bluebunch wheatgrass, beardless wheatgrass, etc)(Genoma = St)
- Secale (Ryes - centeno, centeno del Himalaya, cebada de Montana, etc)
- Stenostachys (agropiro de Nueva Zelandia)(Genoma HW)
- Taeniatherum (medusahead - medusahead)
- Thinopyrum (intermediate wheatgrass, agropiro ruso, tall wheatgrass,thick quackgrass)
- Triticum

## Especies cultivadas

### Aegilops
- Varias especies (raramente identificables de material arqueológico) de remanentes de arquebotánica preagraria de sitios del Cercano Oriente. Sus granos se cosechaban como un recurso alimentario salvaje.
- speltoides - grano alimentario anciano, fuente putativa del genoma B en trigo pan y el genoma G en T. timopheevii
- tauschii - Fuente de genoma D en trigo (un autor especula en selección humana)
- umbellulata - Fuente de genoma U

### Amblyopyrum
- muticum - Fuente de genoma T.

### Critesion
- geniculatum - edible pobre cosecha

### Elmyus
Varias especies se cultivan para pastoreo o para proteger campos en barbecho a resguardo de oportunistas o spp. invasoras
- canadensis - Edible, bread flour capable, fiddly seeds
- trachycaulus - pastoral cultivar

### Hordeum
Muchos cultivares de cebada
- vulgaris - cebada común (6 subespecies, ~100 cultivares)
  - vulgaris (cebada de dos filas) - Fabricar cerveza, Alimentación animal
  - spontaneum (cebada de seis filas) - Cerveza, AA (fuente de genoma H)
- bulbosum - semillas panificables
- murinum (cebada delratón) - cocinadas como piñolee, panificabl, medicinal: diurético.
- trifurcatum (cebada de Egipto) - breadable seeds

### Leymus
- arenarius (pasto Lyme) - bread flour capable, possible food additive
- racemosus (Volga Wild Rye) - drought tolerant cereal, used in Russia
- condensatus (Giant Wild Rye) - Edible seeds, harvesting problematic small seeds
- triticoides (Squaw grass) - used in North America, seed hairs must be singed

### Pseudoroegneria
- - Source of one genome found in Elymus
- spicata (Anatone bluebunch wheatgrass) - cultivar developed for restoration.

### Secale
Centenos
- ancestrale (Anatolian Wild Rye) - bread flour capable seeds.
- cereale (Cereal Rye) - Livestock feed and sour dough bread - 6 subspecies.
- cornutum-ergot (Ergot of Spurred Rye) - homeopathic medicine at very low doses,[1] deadly poisonous as food.
- strictum - actively cultivated
- sylvestre - (Tibetan Rye) - Actively cultivated in Tibet and China highlands.
- valvoli (Armenian Wild Rye) - bread flour capable seeds, thickener.

### Triticum
(Trigo)
- aestivum (bread wheat) - (ABD Genoma)
  - compactum (trigo club) -
  - macha  (hulled, )
  - spelta (hulled, spelt)
  - sphaerococcum (trigo shot)
  - petropavlovskyi (trigo arroz)
  - tibeticum (trigo del Tíbet)
  - valvoli (hulled,)
- antiquorum
- flaksbergeri
- ispahanicum
- kiharae
- monococcum (Einkorn wheat)(A Genome)
- timopheevii (Sanduri wheat)
- turgidum (poulard wheat)(AB Genome)
  - carthlicum (Persian black wheat)
  - dicoccoides (wild emmer wheat)-  Edible-Farro
  - dicoccum (cultivated emmer wheat)
  - durum (durum wheat)
  - paleocolchicum
  - polonicum (Polish wheat)
  - turanicum
  - turgidum